# Adams Mensah
Adams Mensah (Accra, 2 april 1991) is een Ghanees-Belgisch filmregisseur, schrijver, danser, acteur en producent.

## Biografie
Op 14-jarige leeftijd reisde Adams Mensah met zijn zus naar België om bij zijn vader te gaan wonen. In België volgde hij een grafische opleiding als meerkleuren-offsetdrukker in het Stedelijk Instituut voor Sierkunsten en Ambachten te Antwerpen. Na zijn laatste specialisatiejaar volgde een 2 jaar durende opleiding tot de Audiovisuele Kunsten aan het Sint-Lukas in Brussel. Daarna acteerde en danste hij in theaterstukken en maakte hij diverse, meest korte films, waarin hij vaak ook acteerde. In 2011 was zijn langspeelfilmdebuut Genade over hoe ver een moeder gaat om haar kind te beschermen. In 2016 volgde de documentaire Ik Belg, mijn moeder Ghanees, waarin hij het leven van Ghanezen en Ghanese immigranten in België belicht, deels aan de hand van  de persoonlijke ervaringen met zijn moeder.
In 2018 vertolkt hij bovendien de rol van Ayo in de VTM-soap Familie (televisieserie).

## Theater
Mensah speelde als acteur in onder meer Genesis (2007, een productie van Kopspel) en in stukken bij de sociaal-artistieke werkplaatsen Sering en Tutti Fratelli in Antwerpen. In 2009 maakte hij Ford Escort, een dansvoorstelling rond Michael Jackson. In 2011 nam Mensah Adams deel aan de voorstelling We are the World van het Nederlandse Productiehuis Brabant. In deze voorstelling van Leen Braspenning spelen vijf geheel verschillende acteurs geheel verschillende rollen: een Vlaamse heer, een Nederlandse dame, een kind, een Afrikaanse tiener en een Frans-Brusselse vrouw. In 2014 speelde hij in De koningin zonder land van Muziektheater Transparant.

## Filmografie
Als regisseur maakte Mensah de volgende filmpjes en films, waarin hij tevens acteerde: 
- Ik Belg, Mijn moeder Ghanees - 2016
- The Life Experience - 2013
- It's Complicated - 2012
- Genade - 2011

Als acteur is Mensah ook te zien in een aantal korte films, onder meer Misdaad en Straf (2014) en Het vertrek van de mier (2014). 